# PC Card
En informática, PC Card (originalmente PCMCIA) es un periférico diseñado para computadoras portátiles. En un principio era usado para expandir la memoria, pero luego se extendió a diversos usos como disco duro, tarjeta de red, tarjeta sintonizadora de TV, puerto paralelo, puerto serial, módem, puerto USB, etc.
Muchas computadoras portátiles en los 90 venían con dos ranuras del Tipo II sin división entre ellas (permitiendo la instalación de dos tarjetas Tipo II o una Tipo III). Cuando se eliminaron puertos obsoletos, la mayoría de los nuevos ordenadores portátiles sólo tenían una única ranura Tipo II.
La industria informática de Estados Unidos creó la Personal Computer Memory Card International Association para competir con el dispositivo japonés JEIDA memory card, ofreciendo un nuevo estándar en tarjetas de expansión. Los nuevos estándares que surgieron fueron el JEIDA 4.1 y el PCMCIA 2.0 (PC Card) en 1991.

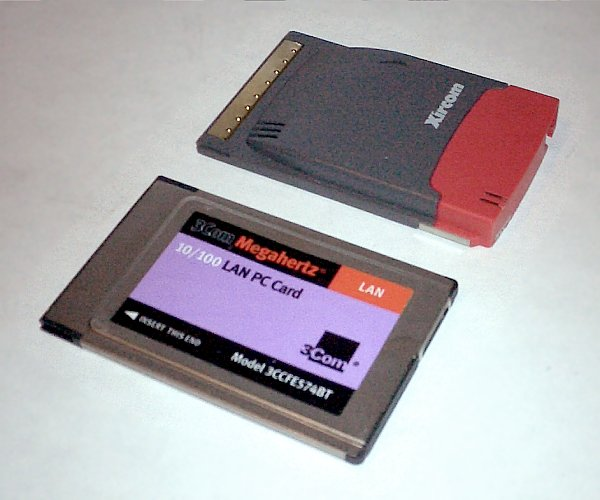
Dos tarjetas PC Card: Xircom RealPort (arriba) Tipo III y 3Com (abajo) Tipo II.

## Nombre
PCMCIA es la abreviación de Personal Computer Memory Card International Association. A pesar de que este acrónimo describía claramente el trabajo de la organización, era difícil de pronunciar y recordar, por lo que fue muchas veces referida humorísticamente como "People Can't Memorize Computer Industry Acronyms" (La gente no puede memorizar los acrónimos de la industria informática). Para mejorar el estándar y ayudar a la difusión y comercialización del mismo, la asociación adquirió los derechos del simple término  "PC Card"  de IBM y comenzó a usarlo (en lugar de "PCMCIA") a partir de la versión 2 de sus especificaciones.[cita requerida]

## Tipos
Todas las PC Card usan una idéntica interfaz de 68 pines en doble fila. Miden 85.6 mm de largo y 54.0 mm de ancho.
El estándar fue hecho tanto para las tarjetas de 5 y 3.3 V. Las de 3.3 V tienen una muesca en un costado para protegerlas de posibles daños si se las coloca en una ranura que sólo admita tarjetas de 5 V. Algunas tarjetas y ranuras operan con ambos voltajes. El estándar original fue construido a partir de un 'mejorado' bus ISA de 16 bit.

### Tipo I
Las tarjetas diseñadas para la especificación original (versión 1.x) son del Tipo I y tienen una interfaz de 16 bit y 3.3 mm de espesor. Las PC Card del Tipo I son usadas usualmente para dispositivos de memoria como RAM, memoria flash, OTP, y SRAM.

### Tipo II
Las PC Card del Tipo II tienen una interfaz tanto de 16 y 32 bit, ambas con 5.0 mm de espesor. Introdujeron soporte para E/S, permitiendo a los dispositivos conectarse entre sí o añadiendo conectores que la computadora portátil no poseía originalmente. Por ejemplo, módems, placas de red y capturadoras de TV. Debido a su delgadez, la mayoría de las tarjetas Tipo II tienen diminutos conectores que son usados para conectarse entre sí.

### Tipo III
Al igual que las del Tipo II, las PC Card del Tipo III tienen una interfaz tanto de 16 y 32 bit, pero tienen 10.5 mm de espesor, permitiéndoles adaptar funciones que no entrarían en tarjetas del Tipo I o II. Por ejemplo, discos duros y conectores de gran tamaño.

### Tipo IV
Las PC Cards del Tipo IV, introducidas por Toshiba, no han sido oficialmente estandarizadas o sancionadas por la PCMCIA. Tienen 16 mm de espesor.

## CardBus

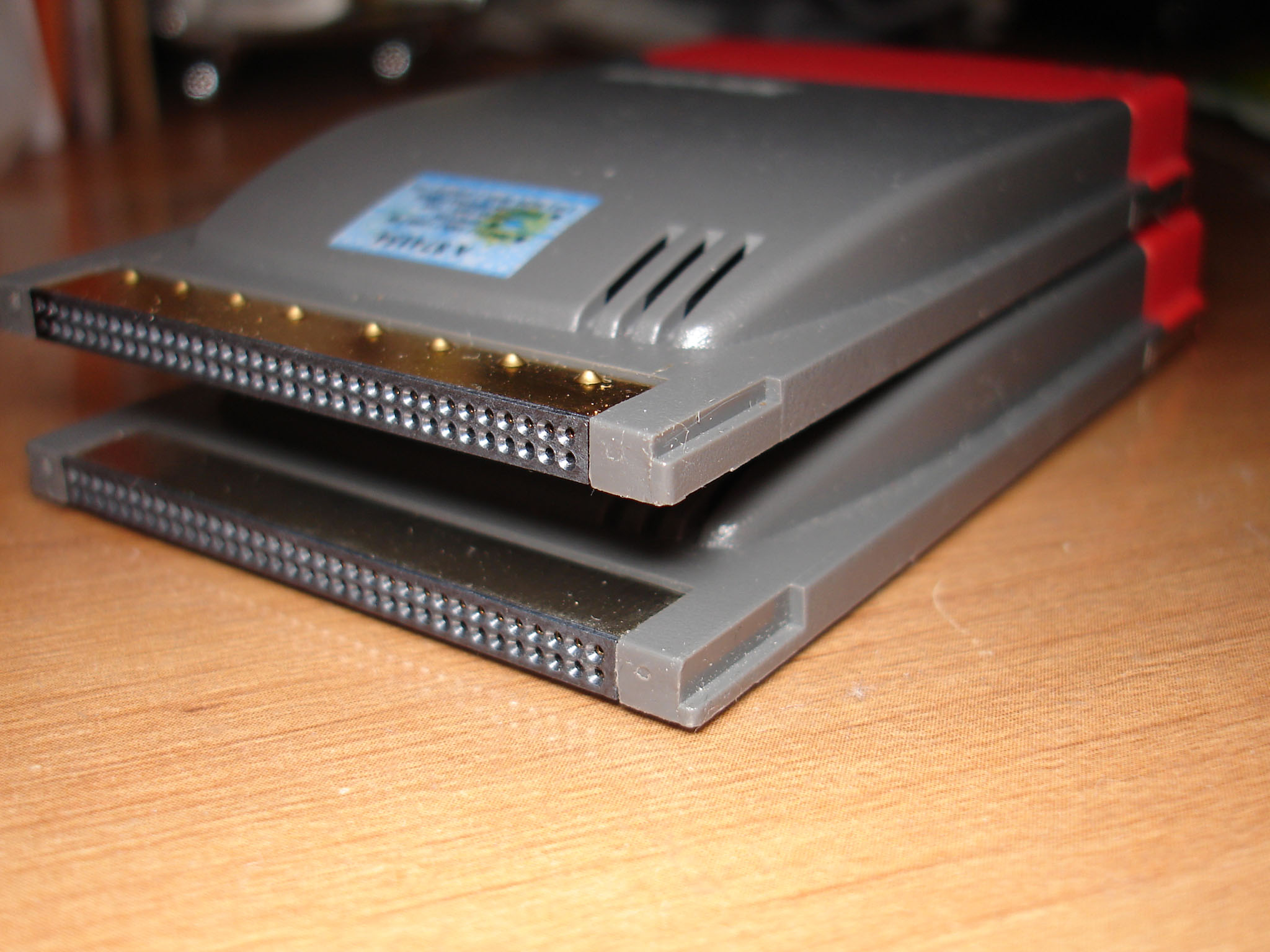
Tarjetas de módem Xircom RealPort Ethernet/56k. La de arriba es CardBus y la de abajo es la versión PCMCIA de 5 voltios.

Las CardBus son dispositivos de 32 bit pertenecientes al estándar PCMCIA 5.0 o posteriores (JEIDA 4.2 o posteriores), introducidos en 1995 y presentes en computadoras portátiles desde 1997. Tienen una interfaz de 32 bit y están basadas en el bus PCI de 33 MHz. Incluyen Bus Mastering, que admite la comunicación entre su controlador y los diversos dispositivos conectados a él sin que intervenga el CPU. Muchos chipsets están disponibles tanto para PCI y CardBus, como los que soportan Wi-Fi.
La muesca en la izquierda de la parte frontal del dispositivo es ligeramente menor en un dispositivo CardBus, de manera que un dispositivo de 32 bit no puede ser conectado a una ranura que sólo admite dispositivos de 16 bit. La mayoría de las nuevas ranuras son compatibles tanto con CardBus y PC Cards de 16 bit.
La velocidad de la interfaz CardBus de 32 bit depende del tipo de transferencia; en modo byte es de 33 MB/s, en modo Word es de 66 MB/s, y en modo DWord es de 132 MB/s.

## CardBay
CardBay es una variante añadida al estándar PCMCIA en 2001, con la intención de agregar más compatibilidad con las interfaces USB y IEEE 1394, pero no fue universalmente adoptada y sólo algunas computadoras portátiles soportan al CardBay en sus controladores de PC Card.

## Descendientes y variantes

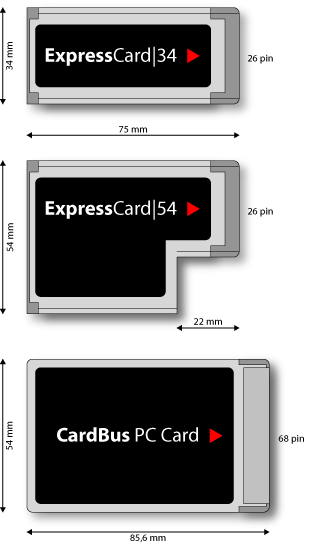
PCCard-ExpressCard

La interfaz ha dado origen a una nueva generación de memorias flash que mejoraron el tamaño y características de las tarjetas del Tipo I, tales como la CompactFlash, MiniCard y SmartMedia. Por ejemplo, la especificación eléctrica de la PC Card es usada también por la CompactFlash, entonces el adaptador PC Card-CompactFlash sólo necesita adaptar el socket.
La ExpressCard es un estándar de la PCMCIA, ideado para reemplazar a la PC Card, construido en base al bus PCI Express y el estándar USB 2.0. El estándar de la PC Card está cerrado para futuro desarrollo y la PCMCIA apunta al proyecto ExpressCard. Desde 2007, la mayoría de las computadoras portátiles vienen solo con ranuras ExpressCard o con ninguno (dejando lugar a puertos USB y Firewire únicamente). Sólo los modelos Thinkpad T60 y Thinkpad Z60m de Lenovo, entre otros, vienen con ranuras tanto CardBus como ExpressCard.
Las ranuras ExpressCard y CardBus sockets son física y electrónicamente incompatibles. Pero a pesar de esto, existen adaptadores. Sin embargo, Duel Systems desarrolló un adaptador universal que adapta tanto física como electrónicamente a los dispositivos PC Card y CardBus para operar en ranuras ExpressCard . Duel Systems desarrolló también un adaptador ExpressCard-CardBus, limitado a dispositivos ExpressCard basados en USB .

## Card Information Structure
La Card Information Structure (CIS) es la información sobre el formato y la organización de los datos en una PC Card.
La CIS también contiene información sobre:
- El Tipo.
- Suministro de energía soportado.
- Tipo de ahorro de energía soportado.
- El fabricante.
- Número de modelo.

Cuando una tarjeta es irreconocible se debe a que la información en la CIS está perdida o dañada.